# Storträsk (sjö i Finland, Nyland, lat 60,21, long 24,21)
Storträsk är en sjö i Sjundeå kommun i Finland.   Den ligger i landskapet Nyland, i den södra delen av landet, 40 km väster om huvudstaden Helsingfors. Storträsk ligger 61 meter över havet. I omgivningarna runt Storträsk växer i huvudsak barrskog. Arean är 15,3 hektar och strandlinjen är 2,86 kilometer lång. Sjön  ingår i Sjundeå å huvudavrinningsområde. 